# Chirita baishouensis
Chirita baishouensis är en tvåhjärtbladig växtart som beskrevs av Y.G. Wei, H.Q. Wen och S.H. Zhong. Chirita baishouensis ingår i släktet Chirita och familjen Gesneriaceae. Inga underarter finns listade i Catalogue of Life.